# Мидлтаун (Мисури)
Мидлтаун (енгл. Middletown) град је у америчкој савезној држави Мисури.

## Демографија
По попису из 2010. године број становника је 167, што је 32 (-16,1%) становника мање него 2000. године.
| Група             | 2000.       | 2010.       |
| Белци             | 197 (99,0%) | 156 (93,4%) |
| Афроамериканци    | 0 (0,0%)    | 0 (0,0%)    |
| Азијати           | 0 (0,0%)    | 0 (0,0%)    |
| Хиспаноамериканци | 1 (0,5%)    | 0 (0,0%)    |
| Укупно            | 199         | 167         |